# Jörg Knochée
Jörg Knochée, auch Jörg Knoche, (* 6. Dezember 1944 in Druxberge; † 27. Oktober 1989 in Ost-Berlin) war ein deutscher Schauspieler.

## Leben
Nach einem Schauspielstudium, das er 1964 an der Hochschule für Film und Fernsehen „Konrad Wolf“ (HFF) in Potsdam-Babelsberg begann und 1968 an der Staatlichen Schauspielschule Berlin in Berlin-Schöneweide abschloss, debütierte er in Cottbus. Noch während des Studiums übernahm er seine erste größere Rolle in einem DEFA-Film: In Herrmann Zschoches Film Karla in der Rolle des unangepassten Schülers Rudi Schimmelpfennig. Der Film wurde im Zuge des XI. Plenums des ZK der SED verboten und hatte erst am 14. Juni 1990 seine Uraufführung, so dass Knochée die Uraufführung nicht mehr erlebte.
Nach seinem Studium übernahm Knochée in Film und Fernsehen zahlreiche vor allem kleinere und Nebenrollen. Er wirkte als Schauspieler vor der Kamera von 1964 bis 1989 in über 50 Film-und-Fernsehproduktionen mit. Einem breiten Publikum wurde er vor allem durch seine Rolle als Matrose Winfried Mantey in der Fernsehserie Zur See bekannt. Zudem war Knochée auch umfangreich als Synchronsprecher tätig.
Jörg Knochée war einige Jahre lang mit Heike Köfer verheiratet. Die Ehe blieb kinderlos. Er starb im Oktober 1989 im Alter von 44 Jahren.

## Filmografie
- 1964: Egon und das achte Weltwunder
- 1965: Karla
- 1967: Begegnungen
- 1968: Der Streit um den Sergeanten Grischa
- 1968: Verhör im Gymnasium
- 1970: Mein lieber Robinson
- 1971: Dornröschen
- 1971: Liebeserklärung an G. T.
- 1971: Artur Becker (Miniserie)
- 1972: Invasion
- 1972: Aller Liebe Anfang
- 1972: Die Ballade von der Geige
- 1973: Die Nacht
- 1973: Die Squaw Tschapajews
- 1973: Reife Kirschen
- 1973: Stülpner-Legende (TV-Mehrteiler)
- 1973: Wenn die Tauben steigen
- 1973: Ein Wintertag auf dem Solokrad
- 1973: Weimarer Pitaval
- 1974: Kriminalfälle ohne Beispiel – Bei Abpfiff Mord
- 1974: Hallo Taxi
- 1974: Johannes Kepler
- 1974: Kit & Co
- 1974: Polizeiruf 110: Das Inserat
- 1974: Der Staatsanwalt hat das Wort: Das Gartenfest
- 1975: Das unsichtbare Visier: 6. Teil – Das Rätsel des Fjords
- 1975: Das unsichtbare Visier: 7. Teil – Depot im Skagerrak
- 1975: Das unsichtbare Visier: 8. Teil – Mörder machen keine Pause
- 1975: Das unsichtbare Visier: 9. Teil – Sieben Augen hat der Pfau
- 1975: Die unheilige Sophia
- 1975: Antons liebe Gäste
- 1976: Werkstatt Zukunft II (Doku-Film, Sprecher)
- 1976: Trini
- 1976: Der Staatsanwalt hat das Wort: Felix kauft ein Pferd
- 1976: Der Staatsanwalt hat das Wort: Wenn die Karre nicht läuft
- 1977: Der Hasenhüter
- 1977: Zur See (Fernsehserie)
- 1977: Vier Tropfen
- 1977: Das Raubtier
- 1977: Die unverbesserliche Barbara
- 1977: Verfolgung
- 1977: Feuer unter Deck
- 1978: Oh, diese Tante
- 1978: Der Staatsanwalt hat das Wort: Meine Frau
- 1979: Zwischen zwei Sommern
- 1979: Chiffriert an Chef – Ausfall Nr. 5
- 1979: Der Staatsanwalt hat das Wort: Ein reizender Abend
- 1979: Die toten Augen
- 1980: Glück und Glas
- 1980: Die Schmuggler von Rajgrod
- 1980: Archiv des Todes (Fernsehserie)
- 1980: Radiokiller
- 1980: Unser Mann ist König (Fernsehserie)
- 1980: Grenadier Wordelmann
- 1981: Adel im Untergang
- 1981: Hochhausgeschichten (TV-Mehrteiler)
- 1982: Sabine Kleist, 7 Jahre...
- 1982: Familienbande
- 1983: Der Staatsanwalt hat das Wort: Das Bleiglasfenster (TV-Reihe)
- 1983: Lieber, guter Weihnachtsmann
- 1984: Front ohne Gnade (Fernsehserie)
- 1984: Mensch, Oma! (Fernsehserie)
- 1984: Familie Neumann (Fernsehserie)
- 1985: Polizeiruf 110: Treibnetz (TV-Reihe)
- 1986: Neumanns Geschichten (Fernsehserie)
- 1986: Ernst Thälmann
- 1988: Die Weihnachtsgans Auguste
- 1988: Polizeiruf 110: Amoklauf (TV-Reihe)
- 1989: Schulmeister Spitzbart